# Haplothrips kurdjumovi
Haplothrips kurdjumovi är en insektsart som först beskrevs av Heinrich Hugo Karny 1913.  Haplothrips kurdjumovi ingår i släktet Haplothrips och familjen rörtripsar. Inga underarter finns listade i Catalogue of Life.